# Music for a Sushi Restaurant
A Music for a Sushi Restaurant Harry Styles angol énekes dala harmadik stúdióalbumáról, a Harry’s House-ról (2022), ami 2022. október 3-án jelent meg kislemezként, az Erskine és a Columbia Records kiadásában. A számot Styles, Thomas Hull, Tyler Johnson és Mitch Rowland szerezték, még producere Kid Harpoon és Johnson voltak. A videóklipet a hónap végén, október 27-én adták ki a dalhoz.

## Háttér
Styles 2022. március 23-án jelentette be harmadik stúdióalbumát, a Harry’s House-t, bemutatva borítóját, megjelenési dátumát és egy 40 másodperces előzetest.

Egy interjúban Leila Fadellel (NPR) a lemez megjelenése után, a következőt mondta a dal készítéséről:
„Egy szusi étteremben voltam Los Angeles-ben produceremmel és elkezdtek játszani egy dalt az előző albumunkról” „Úgy gondoltam nagyon furcsa zene volt egy szusi étteremnek.”
„Ez után meg azt gondoltam – ez egy nagyon jó album cím lenne, de ahogy elkezdtük készíteni a dalt, eldöntöttem, hogy Music for a Sushi Restaurant lesz a címe.”

„Szóval, ha legközelebb egy szusi étteremben leszek és ezt elkezdik játszani, arra fogok gondolni, hogy ez minden, amit valaha akartam.”

## Videóklip
A Music for a Sushi Restaurant videóklipjét Aube Perrie rendezte és 2022. október 27-én jelent meg. A videót október 20-án jelentették be egy weboldalon keresztül, egy hirdetés részeként, ami egy kitalált éttermet népszerűsített.
A videóklipben Styles látható, mint egy ember és egy polip keveréke és partra vetődik, mielőtt egy étterem tulajdonosai megtalálják és meg tervezik sütni, hogy szusit készítsenek belőle. Styles elkezd énekelni és átveszi az irányítást az étterem felett, a tulajdonosokat szolgáivá téve. Az éttermet átalakítják, majd Styles fellép. Ezt követően elveszti hangját, így a tulajdonosnak már nincs hasznára, aki szusit készít belőle.

## Slágerlisták
| Slágerlista (2022–2023)                           | Legmagasabb pozíció |
| ------------------------------------------------- | ------------------- |
| Argentina (Argentina Hot 100)                     | 67                  |
| Ausztrália (ARIA)                                 | 4                   |
| Belgium (Ultratop 50 Flanders)                    | 47                  |
| Dánia (Tracklisten Top 40)                        | 22                  |
| Dél-Afrika (RISA)                                 | 31                  |
| Egyesült Királyság (UK Singles Chart)             | 3                   |
| Franciaország (Single Top 100)                    | 97                  |
| Global 200 (Billboard)                            | 5                   |
| Hollandia (Single Top 100)                        | 14                  |
| Izland (Plötutíðindi)                             | 9                   |
| Írország (IRMA)                                   | 8                   |
| Japán Hot Overseas (Billboard Japan Hot Overseas) | 18                  |
| Kanada (Canadian Hot 100)                         | 7                   |
| Kanada AC (Billboard)                             | 35                  |
| Kanada CHR/Top 40 (Billboard)                     | 19                  |
| Kanada Hot AC (Billboard)                         | 21                  |
| Magyarország (Stream Top 40)                      | 28                  |
| Mexikó (Inglés Airplay)                           | 25                  |
| Norvégia (VG-lista)                               | 24                  |
| Olaszország (FIMI)                                | 68                  |
| Portugália (AFP Top 100 Singles)                  | 8                   |
| Spanyolország (PROMUSICAE)                        | 74                  |
| Svédország (Sverigetopplistan)                    | 34                  |
| Szlovákia (Rádio Top 100)                         | 89                  |
| US Billboard Hot 100                              | 8                   |
| US Adult Top 40 (Billboard)                       | 18                  |
| US Dance/Mix Show Airplay (Billboard)             | 21                  |
| US Mainstream Top 40 (Billboard)                  | 9                   |
| Új-Zéland (Recorded Music NZ)                     | 4                   |

| Slágerlista (2022)               | Pozíció |
| -------------------------------- | ------- |
| Egyesült Királyság (UK Singles)  | 79      |
| Kanada (Canadian Hot 100)        | 94      |
| US Mainstream Top 40 (Billboard) | 46      |

## Minősítések
| Régió                                                            | Minősítés    | Eladott példányszám |
| ---------------------------------------------------------------- | ------------ | ------------------- |
| Ausztrália (ARIA)                                                | Platinalemez | 70 000‡             |
| Brazília (Pro-Música Brasil)                                     | Aranylemez   | 20 000‡             |
| Egyesült Államok (RIAA)                                          | Aranylemez   | 500 000‡            |
| Egyesült Királyság (BPI)                                         | Aranylemez   | 400 000‡            |
| Mexikó (AMPROFON)                                                | Aranylemez   | 70 000‡             |
| ‡ Eladási+streaming példányszámok kizárólag a minősítés alapján. |              |                     |

## Kiadások
| Régió              | Dátum             | Formátum(ok)                | Kiadó(k)         | For.   |
| ------------------ | ----------------- | --------------------------- | ---------------- | ------ |
| Egyesült Királyság | 2022. május 25.   | digitális letöltés          | Erskine Columbia | [ 43 ] |
| Egyesült Államok   | 2022. október 3.  | kortárs felnőtt slágerrádió | Columbia         | [ 44 ] |
| Olaszország        | 2022. október 27. | rádió                       | Sony             | [ 45 ] |
| Egyesült Királyság | 2022. december 2. | CD                          | Erskine Columbia | [ 46 ] |